# Roberto Soriano
Roberto Soriano (Darmstadt, 8 februari 1991) is een Italiaans-Duits voetballer die doorgaans als centrale middenvelder speelt. Hij verruilde Villarreal CF in juli 2019 voor Bologna FC, dat hem in het voorgaande halfjaar al huurde. Soriano debuteerde in 2014 in het Italiaans voetbalelftal.

## Clubcarrière
Soriano werd geboren in Duitsland als zoon van een Italiaanse familie. Hij werd in 2007 ontdekt op een jeugdtoernooi en opgenomen in de jeugdopleiding van Bayern München. Die verruilde hij in februari 2009 voor die van UC Sampdoria. De Italiaanse club verhuurde Soriano gedurende het seizoen 2010/11 aan Empoli, waarvoor dat jaar debuteerde in het betaald voetbal. Hij speelde dat seizoen 27 wedstrijden in de Serie B en maakte daarin twee doelpunten. Het seizoen erna keerde hij terug naar Sampdoria, dat gedegradeerd was naar de Serie B. Hij steeg na één seizoen met de club terug naar de Serie A. Soriano bleef tot medio 2016 bij Sampdoria en speelde in die tijd 139 competitiewedstrijden voor de club. Het sportieve hoogtepunt in die periode was het seizoen 2014/15. Daarin eindigde Sampdoria op de zevende plaats en kwalificeerden zijn ploeggenoten en hij zich voor de voorronden van de Europa League. FK Vojvodina versperde de Italiaanse club daarin de weg naar het hoofdtoernooi.
Soriano tekende in augustus 2016 een contract tot medio 2021 bij Villarreal CF, de nummer vier van de Primera División in het voorgaande seizoen. Het betaalde circa €14.000.000,- voor hem aan Sampdoria.

## Clubstatistieken
| Seizoen | Club          | Competitie       | Wed. | Doelp. |
| ------- | ------------- | ---------------- | ---- | ------ |
| 2010/11 | UC Sampdoria  | Serie A          | 0    | 0      |
| 2010/11 | → Empoli FC   | Serie B          | 27   | 2      |
| 2011/12 | UC Sampdoria  | Serie B          | 16   | 1      |
| 2012/13 | UC Sampdoria  | Serie A          | 24   | 0      |
| 2013/14 | UC Sampdoria  | Serie A          | 29   | 5      |
| 2014/15 | UC Sampdoria  | Serie A          | 33   | 4      |
| 2015/16 | UC Sampdoria  | Serie A          | 37   | 8      |
| 2016/17 | Villarreal CF | Primera División | 33   | 10     |
| 2017/18 | Villarreal CF | Primera División | 22   | 0      |
| 2018/19 | → Torino FC   | Serie A          | 11   | 0      |
| 2018/19 | → Bologna FC  | Serie A          | 17   | 2      |
| 2019/20 | Bologna FC    | Serie A          | 10   | 2      |
| Totaal  | Totaal        | Totaal           | 259  | 34     |

## Interlandcarrière
Soriano kwam uit voor meerdere Italiaanse nationale jeugdelftallen. Hij speelde onder meer veertien interlands voor Italië –21, waarin hij tweemaal scoorde. Op 16 november 2014 debuteerde de middenvelder voor Italië in de EK-kwalificatiewedstrijd tegen Kroatië. Hij viel na 28 minuten in voor Manuel Pasqual. Op 31 maart 2015 kreeg Soriano zijn eerste basisplaats in de vriendschappelijke interland tegen Engeland.